# Пајнхерст (Тексас)
Пајнхерст (енгл. Pinehurst) град је у америчкој савезној држави Тексас. По попису становништва из 2010. у њему је живело 2.097 становника.

## Демографија
Према попису становништва из 2010. у граду је живело 2.097 становника, што је 177 (7,8%) становника мање него 2000. године.
| Група             | 2000.         | 2010.         |
| Белци             | 1.903 (83,7%) | 1.610 (76,8%) |
| Афроамериканци    | 199 (8,8%)    | 311 (14,8%)   |
| Азијати           | 15 (0,7%)     | 16 (0,8%)     |
| Хиспаноамериканци | 109 (4,8%)    | 127 (6,1%)    |
| Укупно            | 2.274         | 2.097         |